# Korea Open
Korea Open (în coreeană 코리아오픈테니스대회) este un turneu profesionist de tenis care se desfășoară la Seul, Coreea de Sud. Ediția feminină a început în 2004 ca turneu internațional WTA și s-a desfășurat la Centrul de tenis din Parcul Olimpic din Seul, pe terenuri dure în aer liber. În 2012 și 2013, a fost sponsorizat de Korea Development Bank (sponsorizat anterior de Hansol). În 2014, Kia Motors a fost sponsor.
În 2020, turneul a fost anulat din cauza pandemiei de COVID-19. În 2021, a fost programat inițial ca un eveniment WTA 250 în septembrie, dar a fost ulterior amânat și reprogramat în decembrie ca turneu WTA 125 și eveniment indoor.
În 2022, ediția feminină a revenit ca turneu WTA 250 și a avut loc, de asemenea, prima ediție a turneului masculin ATP 250.

## Rezultate

### Simplu masculin
| An   | Campion            | Finalist        | Scor          |
| ---- | ------------------ | --------------- | ------------- |
| 2022 | Yoshihito Nishioka | Denis Șapovalov | 6–4, 7–6(7–5) |

### Simplu feminin
| An          | Campioană                              | Finalistă                              | Scor                                   |
| ----------- | -------------------------------------- | -------------------------------------- | -------------------------------------- |
| 2004        | Maria Șarapova                         | Marta Domachowska                      | 6–1, 6–1                               |
| 2005        | Nicole Vaidišová                       | Jelena Janković                        | 7–5, 6–3                               |
| 2006        | Eleni Daniilidou                       | Ai Sugiyama                            | 6–3, 2–6, 7–6(7–3)                     |
| 2007        | Venus Williams                         | Maria Kirilenko                        | 6–3, 1–6, 6–4                          |
| 2008        | Maria Kirilenko                        | Samantha Stosur                        | 2–6, 6–1, 6–4                          |
| 2009        | Kimiko Date-Krumm                      | Anabel Medina Garrigues                | 6–3, 6–3                               |
| 2010        | Alisa Kleybanova                       | Klára Zakopalová                       | 6–1, 6–3                               |
| 2011        | María José Martínez Sánchez            | Galina Voskoboeva                      | 7–6(7–0), 7–6(7–2)                     |
| 2012        | Caroline Wozniacki                     | Kaia Kanepi                            | 6–1, 6–0                               |
| 2013        | Agnieszka Radwańska                    | Anastasia Pavlyuchenkova               | 6–7(6–8), 6–3, 6–4                     |
| 2014        | Karolína Plíšková                      | Varvara Lepchenko                      | 6–3, 6–7(5–7), 6–2                     |
| 2015        | Irina-Camelia Begu                     | Aliaksandra Sasnovich                  | 6–3, 6–1                               |
| 2016        | Lara Arruabarrena                      | Monica Niculescu                       | 6–0, 2–6, 6–0                          |
| 2017        | Jeļena Ostapenko                       | Beatriz Haddad Maia                    | 6–7(5–7), 6–1, 6–4                     |
| 2018        | Kiki Bertens                           | Ajla Tomljanović                       | 7–6(7–2), 4–6, 6–2                     |
| 2019        | Karolína Muchová                       | Magda Linette                          | 6–1, 6–1                               |
| 2020        | Abulat din cauza pandemiei de COVID-19 | Abulat din cauza pandemiei de COVID-19 | Abulat din cauza pandemiei de COVID-19 |
| ↓ WTA 125 ↓ |                                        |                                        |                                        |
| 2021        | Zhu Lin                                | Kristina Mladenovic                    | 6–0, 6–4                               |
| ↓ WTA 250 ↓ |                                        |                                        |                                        |
| 2022        | Ekaterina Alexandrova                  | Jeļena Ostapenko                       | 7–6(7–4), 6–0                          |
| 2023        | Jessica Pegula                         | Yuan Yue                               | 6–2, 6–3                               |
| ↓ WTA 500 ↓ |                                        |                                        |                                        |
| 2024        | Beatriz Haddad Maia                    | Daria Kasatkina                        | 1–6, 6–4, 6–1                          |

### Dublu masculin
| An   | Campioni                        | Finaliști                                    | Scor     |
| ---- | ------------------------------- | -------------------------------------------- | -------- |
| 2022 | Raven Klaasen Nathaniel Lammons | Nicolás Barrientos Miguel Ángel Reyes-Varela | 6–1, 7–5 |

### Dublu feminin
| An          | Campioane                                   | Finaliste                                 | Scor                                   |
| ----------- | ------------------------------------------- | ----------------------------------------- | -------------------------------------- |
| 2004        | Jeon Mi-ra Cho Yoon-jeong                   | Chuang Chia-jung Hsieh Su-wei             | 6–3, 1–6, 7–5                          |
| 2005        | Chan Yung-jan Chuang Chia-jung              | Jill Craybas Natalie Grandin              | 6–2, 6–4                               |
| 2006        | Virginia Ruano Pascual Paola Suárez         | Chuang Chia-jung Mariana Díaz Oliva       | 6–2, 6–3                               |
| 2007        | Chuang Chia-jung (2) Hsieh Su-wei           | Eleni Daniilidou Jasmin Wöhr              | 6–2, 6–2                               |
| 2008        | Chuang Chia-jung (3) Hsieh Su-wei (2)       | Vera Dushevina Maria Kirilenko            | 6–3, 6–0                               |
| 2009        | Chan Yung-jan (2) Abigail Spears            | Carly Gullickson Nicole Kriz              | 6–3, 6–4                               |
| 2010        | Julia Görges Polona Hercog                  | Natalie Grandin Vladimíra Uhlířová        | 6–3, 6–4                               |
| 2011        | Natalie Grandin Vladimíra Uhlířová          | Vera Dushevina Galina Voskoboeva          | 7–6(7–5), 6–4                          |
| 2012        | Raquel Kops-Jones Abigail Spears (2)        | Akgul Amanmuradova Vania King             | 2–6, 6–2, [10–8]                       |
| 2013        | Chan Chin-wei Xu Yifan                      | Raquel Kops-Jones Abigail Spears          | 7–5, 6–3                               |
| 2014        | Lara Arruabarrena Irina-Camelia Begu        | Mona Barthel Mandy Minella                | 6–3, 6–3                               |
| 2015        | Lara Arruabarrena (2) Andreja Klepač        | Kiki Bertens Johanna Larsson              | 2–6, 6–3, [10-6]                       |
| 2016        | Johanna Larsson Kirsten Flipkens            | Akiko Omae Peangtarn Plipuech             | 6–2, 6–3                               |
| 2017        | Kiki Bertens Johanna Larsson (2)            | Luksika Kumkhum Peangtarn Plipuech        | 6–4, 6–1                               |
| 2018        | Choi Ji-hee Han Na-lae                      | Hsieh Shu-ying Hsieh Su-wei               | 6–3, 6–2                               |
| 2019        | Lara Arruabarrena (3) Tatjana Maria         | Hayley Carter Luisa Stefani               | 7–6(9–7), 3–6, [10–7]                  |
| 2020        | Anulat din cauza pandemiei de COVID-19      | Anulat din cauza pandemiei de COVID-19    | Anulat din cauza pandemiei de COVID-19 |
| ↓ WTA 125 ↓ |                                             |                                           |                                        |
| 2021        | Choi Ji-hee (2) Han Na-lae (2)              | Valentini Grammatikopoulou Réka Luca Jani | 6–4, 6–4                               |
| ↓ WTA 250 ↓ |                                             |                                           |                                        |
| 2022        | Kristina Mladenovic Yanina Wickmayer        | Asia Muhammad Sabrina Santamaria          | 6–3, 6–2                               |
| 2023        | Marie Bouzková Bethanie Mattek-Sands        | Luksika Kumkhum Peangtarn Plipuech        | 6–2, 6–1                               |
| ↓ WTA 500 ↓ |                                             |                                           |                                        |
| 2024        | Nicole Melichar-Martinez Liudmila Samsonova | Miyu Kato Zhang Shuai                     | 6–1, 6–0                               |